# Los 4 Fantásticos (película)
Los Cuatro Fantásticos (título original en inglés: Fantastic Four) es una película de superhéroes de 2005 basada en la serie de cómic homónima creada por Stan Lee y Jack Kirby de Marvel. Fue dirigida por Tim Story, y estrenada por 20th Century Fox. Está protagonizada por Ioan Gruffudd, Jessica Alba, Chris Evans, Michael Chiklis, Julian McMahon, y Kerry Washington. La película sigue los orígenes del equipo titular mientras aprenden a aceptar sus nuevas habilidades luego de su exposición a los radiación cósmica. 
Es la segunda adaptación de la franquicia llevada al cine. Un intento previo, titulado Los Cuatro Fantásticos, fue una película tipo Cine B producida por Roger Corman que finalmente no fue estrenada. Los 4 Fantásticos fue estrenada en Estados Unidos el 8 de julio de 2005. Su secuela, Los 4 Fantásticos y Silver Surfer, fue estrenada en 2007. Se lanzó un reinicio en 2015, mientras que otro está programado para estrenarse en 2025. Evans, quien interpretaría al Capitán América en el Universo Cinematográfico de Marvel (MCU), posteriormente repitió su papel de Johnny Storm/Antorcha Humana en la película Deadpool & Wolverine (2024).

## Argumento
Reed Richards (Ioan Gruffudd); un brillante, pero tímido físico en bancarrota, está convencido de que la evolución de la humanidad fue provocada hace millones de años por nubes de energía cósmica, y ha calculado que una de esas nubes muy pronto va a pasar cerca de la Tierra. Por ello desea aventurarse en una misión en el espacio para curar varias enfermedades de la Tierra y alargar la vida. Sin embargo, no contaba con el presupuesto para dicha misión. Junto con su mejor amigo, el rudo pero suave astronauta Ben Grimm (Michael Chiklis), Reed acude entonces a su igualmente brillante pero engreído compañero del Instituto de Tecnología de Massachusetts el doctor Víctor Von Doom (Julian McMahon) con quien ya mantenía contacto desde la universidad, pero no se llevaban bastante bien. Víctor se convence y accede a la oferta de Richards siendo director general de Industrias Von Doom, lo que le permite acceso a su estación espacial privada para poner a prueba los efectos de una muestra biológica a la exposición de la nube.
Víctor acepta, a cambio del control sobre el experimento y de la mayoría de las ganancias de cualquier beneficio que traiga. Se aventuran Sue Storm (Jessica Alba), exnovia de Richards, Johnny Storm (Chris Evans), el impetuoso hermano menor de Sue que se especializa en autos rápidos, chicas bonitas y deportes extremos y era el subordinado de Ben en la NASA pero ahora es su superior en la misión para disgusto de este último. El quinteto viaja al espacio para observar las nubes de la energía cósmica, pero en el momento en que Víctor intenta proponerle matrimonio a Susan, Reed observa que las nubes se materializan antes de lo previsto. Víctor niega la petición de Reed para abortar la misión, sabiendo que debe producir resultados para justificar sus gastos, sin importar el costo humano involucrado. Sabiendo que Ben había salido al espacio para instalar el equipo, Reed, Susan y Johnny salen de la zona protegida del interior de la estación para rescatarlo, y Víctor cierra el escudo detrás de ellos. Mientras que Víctor está aparentemente seguro, los demás están expuestos a la nube. Ben recibe una completa exposición en el espacio, mientras que los otros reciben una dosis más limitada dentro de la estación.
Los astronautas regresan a la Tierra intactos, sin embargo, en poco tiempo empiezan a mutar, desarrollando extraños poderes. Reed es capaz de estirarse como goma, Susan puede volverse invisible (por la flexión de la luz alrededor de los objetos) y crear campos de fuerza (especialmente cuando se enoja), Johnny puede envolverse a sí mismo en el fuego hasta alcanzar una temperatura similar a la de una supernova, siendo capaz de volar y Ben se transforma en "La Mole", una criatura grande, como una roca con fuerza sobrehumana. Mientras tanto, Víctor se enfrenta a una reacción violenta de sus accionistas debido a la publicidad de la misión espacial, pero de momento, tiene una cicatriz en la cara proveniente de la explosión de una consola de control en la estación. La novia de Grimm, Debbie, no puede lidiar con su nueva apariencia y huye.
Después que Ben, meditando sobre su situación en el puente de Brooklyn, causa por accidente un importante choque en cadena, mientras trataba de evitar que un hombre se suicidara, los cuatro usan sus poderes para evitar la pérdida de vidas y para rescatar a un camión de bomberos y a su tripulación de la caída del puente. Los medios de comunicación apodan al equipo "Los 4 Fantásticos" y mientras Johnny abraza con entusiasmo sus poderes y su nueva vida, Ben (siendo el único cuya apariencia es transformada permanentemente en un monstruo) sufre por ello. A pesar de saber de su hazaña, la desfiguración de Ben ha causado que Debbie lo abandone y se ha visto rechazado y temido por gran parte de Nueva York. Culpándose a sí mismo, Reed se compromete a devolver a Ben a su forma humana. Por eso, Reed, Susan, Ben y Johnny se mueven al laboratorio de Reed en el edificio Baxter para estudiar sus capacidades y buscar una manera de volver a la normalidad a Ben, construyendo una máquina que recree la tormenta y revierta sus efectos. Víctor ofrece su apoyo, pero culpa a Reed por el fracaso del vuelo espacial, por lo que ha perdido su empresa.
Durante este tiempo, Reed y Susan comienzan a reavivar su atracción mutua. Susan admite que no estaba interesada en Víctor, pero que se había alejado de Reed por temor a hacer un voto vinculante, pensando solo en términos de variables cuando Susan en ese momento le había propuesto irse a que vivieran juntos. Su exceso de cautela era difícil, incluso para la razonable Susan, para hacer frente y ya se empieza a probar la paciencia de Ben, que está ansioso por regresar a su forma humana, mientras que Reed se toma su tiempo trabajando en la máquina y Johnny es el único que se niega a renunciar a sus poderes pues los goza y los usa con fines de farándula. Desconocido para los otros, sin embargo, el cuerpo de Víctor también está mutando; él se está convirtiendo en un metal orgánico capaz de absorber y manipular la energía eléctrica. Como resultado de la desastrosa expedición y de su empresa andando en la quiebra, está perdiendo estatura pública y jura venganza contra Reed, culpándolo de sus desgracias.
Después de matar al presidente del banco que le había retirado de la oferta pública inicial de Industrias Von Doom y a su médico quien deseaba reportar su situación, Víctor ve la oportunidad de acabar con su rival de una vez por todas robando varios elementos de una bodega de su propia empresa. Manipulando la inseguridad y la angustia de Ben, Víctor engaña a Ben haciéndole pensar que sus compañeros no están trabajando en una cura con la debida diligencia; después de una discusión feroz entre él y Reed, Ben sale furioso del edificio Baxter. Reed prueba la máquina consigo mismo y casi muere en el proceso empeorando su condición, de esta forma se entera de que la máquina necesita más energía para obtener el máximo aprovechamiento. Víctor, que ha espiado a Reed, engaña a Ben para que entre en la máquina y con sus poderes le proporciona la potencia extra. Ben vuelve a la normalidad, mientras que la mutación propia de Víctor aumenta de forma exponencial, aumentando su poder, pero también lo desfigura físicamente. Cuando Ben se da cuenta de que Víctor sólo lo quería fuera del camino para que nadie pudiera detenerlo, éste lo noquea de un golpe. Reed los descubre y cuando le reprocha a Víctor sobre lo que ha hecho con la máquina para devolverle su forma humana a Ben, este sarcásticamente le pregunta: "¿Qué pasa cuando sobrecalientas la goma?" y Víctor lo ataca, tomándolo prisionero, atado de pies y manos, mientras que lo mantiene congelado para evitar que él utilice sus poderes de distensión y lo tortura. Cuando Susan y Johnny se dan cuenta de lo que ha sucedido, Víctor (ahora haciéndose llamar "Doctor Doom") dispara un misil termodirigido al edificio Baxter, con la intención de atacar y matar a Johnny. Johnny utiliza su poder de fuego y vuelo para dirigir el misil a aguas abiertas, donde se enciende una barcaza de basura para deshacerse del misil. Sin embargo, es arrojado al agua. Mientras tanto, Susan intenta rescatar a Reed y mientras ella le desata, se enfrenta al Dr. Doom, pero pronto demuestra que no es rival para el poderoso Dr. Doom, y él está a punto de matarla cuando Ben (habiendo usado la máquina de Reed para recuperar su mutación) irrumpe en la habitación. Víctor y Ben luchan, hasta que la batalla llega a la calle.
Sin importar lo duro que Ben lo ataque, es incapaz de dominar al Dr. Doom, dejándolo tendido de espaldas. Él está a punto de darle el golpe final, cuando un recuperado Reed y Susan llegan para salvar a Ben. Doom comienza a molestarse, cuando es golpeado por detrás por el fuego de Johnny, quien sobrevivió a su encuentro con el misil ileso. El Dr. Doom absorbe toda la energía en el área donde comienza el enfrentamiento final. En un primer momento, parece que el Dr. Doom tiene la ventaja, ya que el equipo lucha bajo su avalancha de explosiones eléctricas. Reed se las arregla para usar su cuerpo elástico para contener temporalmente al Dr. Doom y coordina al equipo para un ataque ofensivo, confiando en su juicio inicial por primera vez. Él comienza diciéndole a Johnny que dé rienda suelta a su calor supernova en el Dr. Doom, a pesar de que incluso Johnny se acordaba que esto era peligroso. Johnny lo utiliza envolviendo al Dr. Doom en un vórtice de fuego llegando al nivel de una supernova, mientras que Reed consigue que Susan trate de contenerlo (y su cantidad peligrosa de calor) dentro de un campo de fuerza. 
Ella se las arregla para hacerlo, mientras que el Dr. Doom hace inútiles intentos de liberarse con sus rayos eléctricos. Cuando Johnny y Susan paran estando agotados, Doom parece empezar a derretirse, pero aún está en pie y simplemente se burla: "¿Es lo mejor que tienen?". Reed le responde: "Tiempo de tu lección. Química básica: ¿Qué pasa cuando enfrías el metal a alta temperatura?". Ben a continuación arranca la parte superior de un hidrante y tanto él y Reed dirigen el agua disparándola al Dr. Doom. El vapor creado por el agua golpea al Dr. Doom formando una nube espesa, y cuando se disipa, el Dr. Doom es aparentemente dejado como una estatua de metal inerte. 
Días después en una fiesta de agradecimiento, Reed informa a Ben que reformularía la máquina para volverlo normal, pero Ben responde que ha aceptado su condición con la ayuda de Alicia Masters (Kerry Washington), una artista ciega con la que ha desarrollado una relación, y el equipo decide abrazar sus papeles como superhéroes y se unen oficialmente como los Cuatro Fantásticos. Reed le propone matrimonio a Susan, quien acepta, mientras que Johnny hace el logo del equipo (4) en llamas en el cielo.
Mientras tanto los restos del Dr. Doom son transportados de regreso a su país de origen (Latveria) cuando el buque que los transporta experimenta una interferencia electrónica inusual, dando a entender que Doom no estaba muerto como se le creía.

## Reparto
- Ioan Gruffudd - Reed Richards / Sr. Fantástico
- Jessica Alba - Sue Storm / Mujer Invisible
- Chris Evans - Johnny Storm / Antorcha Humana
- Michael Chiklis - Ben Grimm / La Cosa / La Mole
- Julian McMahon - Victor Von Doom / Doctor Doom
- Hamish Linklater - Leonard
- Kerry Washington - Alicia Masters
- Laurie Holden - Debbie McIlvane
- David Parker - Ernie
- Kevin McNulty - Jimmy O'Hoolihan
- Maria Menounos - Enfermera

- Michael Kopsa - Ned Cecil
- Kenny Bartram as Kenny Bartram/Cowboy Kenny
- Ronnie Renner - Ronnie Renner
- Stan Lee - Willie Lumpkin

Rachel McAdams, Ali Larter y Keri Russell fueron consideradas para el personaje de Sue Storm.
Como casi todas las películas basadas en personajes de Marvel, el creador de Los 4 Fantásticos Stan Lee hace un cameo como Willie Lumpkin, el cartero que saluda al equipo cuando van al ascensor del Edificio Baxter.

### Doblaje
| Actor            | Rol                            | Doblaje Latino          | Doblaje España        |
| ---------------- | ------------------------------ | ----------------------- | --------------------- |
| Ioan Gruffudd    | Reed Richards / Mr. Fantástico | Raúl Anaya              | Paco Gázquez          |
| Jessica Alba     | Sue Storm / Mujer Invisible    | Jessica Ortiz           | María del Mar Tamarit |
| Chris Evans      | Johnny Storm / Antorcha Humana | José Antonio Macías     | Raúl Llorens          |
| Michael Chiklis  | Ben Grimm / La Cosa / La Mole  | Miguel Ángel Ghigliazza | Vicente Gil           |
| Julian McMahon   | Victor Von Doom / Doctor Doom  | Mario Arvizu            | Juan Antonio Bernal   |
| Kerry Washington | Alicia Masters                 | Laura Ayala             | Joël Mulachs          |
| Stan Lee         | Willie Lumpkin                 | Jesse Conde             | Mario Arpal           |

## Producción
En 1983, el productor alemán Bernd Eichinger se reunió con Stan Lee en su casa en Los Ángeles para explorar la opción de producir una película basada en Los 4 Fantásticos. La opción no estuvo disponible hasta tres años después, cuando Constantin Film, productora de Eichinger obtuvo la licencia de Marvel Comics por un precio que el productor llamó "no enorme", y que se ha estimado en 250.000 dólares. Warner Bros y Columbia Pictures mostraron interés en la franquicia, pero fueron cautelosos del presupuesto de Eichinger de $ 40-45 millones. Con la opción programada para expirar el 31 de diciembre de 1992, Eichinger pidió a Marvel una extensión. Eichinger planeaba conservar su opción al producir una película de bajo presupuesto, argumentando en 2005: "No dijeron que tenía que hacer una gran película". En 1992 se planeó una película clasificación B. El especialista Roger Corman sobre la idea de producir la película con un presupuesto de 5 millones de dólares para mantener los derechos, que finalmente decidió reducir a 1 millón de dólares el presupuesto. En 1994, la adaptación, titulada Los Cuatro Fantásticos, tuvo su tráiler estrenado en cines, y su elenco y director realizaron una gira promocional, sin embargo, la película no fue lanzada oficialmente. La película ha sido acusada de ser una copia Ashcan, lo que significa que sólo se hizo para mantener la licencia. Lee y Eichinger declararon que los actores no tenían idea de la situación, en lugar de creer que estaban creando una versión adecuada. Marvel Comics pagó a cambio de la película negativa, por lo que 20th Century Fox podría seguir adelante con la adaptación de gran presupuesto, así como una posible película spin-off sobre Silver Surfer para el verano de 1998.
Fox contraró a Chris Columbus para escribir y dirigir la película en 1995. Desarrolló un guion con Michael France, pero decidió renunciar como director y concentrarse en producir la película bajo su propia compañía 1492 Pictures. Peter Segal fue contratado para dirigir la película en abril de 1997, y fue reemplazado por Sam Weisman a finales de ese año. Fox confió a Sam Hamm reescribir el script en abril de 1998 en un intento de reducir el presupuesto proyectado de 165 millones de dólares. En febrero de 1999, con el desarrollo tardando más de lo esperado, Eichinger y Fox firmaron un acuerdo con Marvel para extender el control de los derechos cinematográficos por otros dos años, con un lanzamiento de verano previsto para 2001, y contratando a Raja Gosnell para dirigir. Sin embargo, Gosnell decidió dirigir Scooby-Doo en su lugar y abandonó en octubre de 2000. fue reemplazado por Peyton Reed en abril de 2001 y Mark Frost fue traído a bordo para otra reescritura. Reed renunció en julio de 2003, explicando en 2015, "Lo desarrollé durante la mayor parte de un año con tres conjuntos diferentes de escritores. Pero después de un tiempo se hizo evidente que Fox tenía una película muy diferente en mente y que también estaban persiguiendo una fecha de lanzamiento... así que terminamos separándonos de la compañía". Tim Story firmó para dirigir la película en abril de 2004, después que Fox estuviera impresionado con su temprana película Taxi. Simon Kinberg escribió sin acreditar varios borradores del guion.

## Estreno
El estreno de la película fue trasladado del 1 de junio de 2005, para la semana del 8 de julio para evitar competir con la película de Steven Spielberg, La guerra de los mundos, durante su primera semana. La película fue estrenada en 3602 cinemas en Estados Unidos, y aumentó a 3619 teatros en la semana siguiente.

#### Estrenos
| País                                                                          | Fecha de estreno                |
| ----------------------------------------------------------------------------- | ------------------------------- |
| Alemania                                                                      | Jueves 14 de julio de 2005      |
| Argentina                                                                     | Jueves 14 de julio de 2005      |
| Australia                                                                     | Jueves 7 de julio de 2005       |
| Austria                                                                       | Viernes 15 de julio de 2005     |
| Baréin                                                                        | Miércoles 20 de julio de 2005   |
| Bélgica                                                                       | Miércoles 20 de julio de 2005   |
| Belice · Costa Rica · El Salvador · Guatemala · Honduras · Nicaragua · Panamá | Viernes 15 de julio de 2005     |
| Bolivia                                                                       | Jueves 14 de julio de 2005      |
| Brasil                                                                        | Viernes 8 de julio de 2005      |
| Bulgaria                                                                      | Viernes 22 de julio de 2005     |
| Chile                                                                         | Jueves 14 de julio de 2005      |
| China                                                                         | Jueves 29 de septiembre de 2005 |
| Colombia                                                                      | Viernes 15 de julio de 2005     |
| Corea del Sur                                                                 | Viernes 12 de agosto de 2005    |
| Croacia                                                                       | Jueves 4 de agosto de 2005      |
| Dinamarca                                                                     | Viernes 5 de agosto de 2005     |
| Ecuador                                                                       | Viernes 8 de julio de 2005      |
| Egipto                                                                        | Miércoles 3 de agosto de 2005   |
| EAU                                                                           | Miércoles 20 de julio de 2005   |
| Eslovenia                                                                     | Jueves 4 de agosto de 2005      |
| España                                                                        | Viernes 15 de julio de 2005     |
| Estados Unidos · Canadá                                                       | Viernes 8 de julio de 2005      |
| Estonia                                                                       | Viernes 29 de julio de 2005     |
| Filipinas                                                                     | Miércoles 6 de julio de 2005    |
| Finlandia                                                                     | Viernes 29 de julio de 2005     |
| Francia                                                                       | Miércoles 20 de julio de 2005   |
| Grecia                                                                        | Viernes 15 de julio de 2005     |
| Hong Kong                                                                     | Jueves 14 de julio de 2005      |
| Hungría                                                                       | Jueves 4 de agosto de 2005      |
| India                                                                         | Viernes 15 de julio de 2005     |
| Indonesia                                                                     | Miércoles 6 de julio de 2005    |
| Islandia                                                                      | Viernes 12 de agosto de 2005    |

| País                         | Fecha de estreno                 |
| ---------------------------- | -------------------------------- |
| Israel                       | Jueves 14 de julio de 2005       |
| Italia                       | Viernes 16 de septiembre de 2005 |
| Jamaica                      | Miércoles 6 de julio de 2005     |
| Japón                        | Sábado 17 de septiembre de 2005  |
| Jordania                     | Miércoles 20 de julio de 2005    |
| Kuwait                       | Miércoles 20 de julio de 2005    |
| Letonia                      | Viernes 29 de julio de 2005      |
| Líbano                       | Jueves 11 de agosto de 2005      |
| Lituania                     | Viernes 26 de agosto de 2005     |
| Malasia                      | Jueves 14 de julio de 2005       |
| México                       | Viernes 8 de julio de 2005       |
| Noruega                      | Viernes 29 de julio de 2005      |
| Nueva Zelanda                | Jueves 7 de julio de 2005        |
| Omán                         | Miércoles 20 de julio de 2005    |
| Países Bajos                 | Jueves 14 de julio de 2005       |
| Perú                         | Jueves 14 de julio de 2005       |
| Polonia                      | Viernes 19 de agosto de 2005     |
| Portugal                     | Jueves 28 de julio de 2005       |
| Puerto Rico                  | Jueves 7 de julio de 2005        |
| Catar                        | Miércoles 20 de julio de 2005    |
| Reino Unido Irlanda          | Viernes 22 de julio de 2005      |
| República Checa · Eslovaquia | Jueves 4 de agosto de 2005       |
| República Dominicana         | Jueves 7 de julio de 2005        |
| Rumania                      | Viernes 9 de septiembre de 2005  |
| Rusia                        | Jueves 14 de julio de 2005       |
| Serbia y Montenegro          | Jueves 1 de septiembre de 2005   |
| Singapur                     | Jueves 7 de julio de 2005        |
| Sudáfrica                    | Viernes 15 de julio de 2005      |
| Suecia                       | Miércoles 13 de julio de 2005    |
| Suiza                        | Miércoles 20 de julio de 2005    |
| Tailandia                    | Jueves 7 de julio de 2005        |
| Taiwán                       | Sábado 9 de julio de 2005        |
| Turquía                      | Viernes 12 de agosto de 2005     |
| Ucrania                      | Jueves 14 de julio de 2005       |
| Uruguay                      | Viernes 8 de julio de 2005       |
| Venezuela                    | Viernes 15 de julio de 2005      |

| País                                                                          | Fecha de estreno                |
| ----------------------------------------------------------------------------- | ------------------------------- |
| Alemania                                                                      | Jueves 14 de julio de 2005      |
| Argentina                                                                     | Jueves 14 de julio de 2005      |
| Australia                                                                     | Jueves 7 de julio de 2005       |
| Austria                                                                       | Viernes 15 de julio de 2005     |
| Baréin                                                                        | Miércoles 20 de julio de 2005   |
| Bélgica                                                                       | Miércoles 20 de julio de 2005   |
| Belice · Costa Rica · El Salvador · Guatemala · Honduras · Nicaragua · Panamá | Viernes 15 de julio de 2005     |
| Bolivia                                                                       | Jueves 14 de julio de 2005      |
| Brasil                                                                        | Viernes 8 de julio de 2005      |
| Bulgaria                                                                      | Viernes 22 de julio de 2005     |
| Chile                                                                         | Jueves 14 de julio de 2005      |
| China                                                                         | Jueves 29 de septiembre de 2005 |
| Colombia                                                                      | Viernes 15 de julio de 2005     |
| Corea del Sur                                                                 | Viernes 12 de agosto de 2005    |
| Croacia                                                                       | Jueves 4 de agosto de 2005      |
| Dinamarca                                                                     | Viernes 5 de agosto de 2005     |
| Ecuador                                                                       | Viernes 8 de julio de 2005      |
| Egipto                                                                        | Miércoles 3 de agosto de 2005   |
| EAU                                                                           | Miércoles 20 de julio de 2005   |
| Eslovenia                                                                     | Jueves 4 de agosto de 2005      |
| España                                                                        | Viernes 15 de julio de 2005     |
| Estados Unidos · Canadá                                                       | Viernes 8 de julio de 2005      |
| Estonia                                                                       | Viernes 29 de julio de 2005     |
| Filipinas                                                                     | Miércoles 6 de julio de 2005    |
| Finlandia                                                                     | Viernes 29 de julio de 2005     |
| Francia                                                                       | Miércoles 20 de julio de 2005   |
| Grecia                                                                        | Viernes 15 de julio de 2005     |
| Hong Kong                                                                     | Jueves 14 de julio de 2005      |
| Hungría                                                                       | Jueves 4 de agosto de 2005      |
| India                                                                         | Viernes 15 de julio de 2005     |
| Indonesia                                                                     | Miércoles 6 de julio de 2005    |
| Islandia                                                                      | Viernes 12 de agosto de 2005    |

| País                         | Fecha de estreno                 |
| ---------------------------- | -------------------------------- |
| Israel                       | Jueves 14 de julio de 2005       |
| Italia                       | Viernes 16 de septiembre de 2005 |
| Jamaica                      | Miércoles 6 de julio de 2005     |
| Japón                        | Sábado 17 de septiembre de 2005  |
| Jordania                     | Miércoles 20 de julio de 2005    |
| Kuwait                       | Miércoles 20 de julio de 2005    |
| Letonia                      | Viernes 29 de julio de 2005      |
| Líbano                       | Jueves 11 de agosto de 2005      |
| Lituania                     | Viernes 26 de agosto de 2005     |
| Malasia                      | Jueves 14 de julio de 2005       |
| México                       | Viernes 8 de julio de 2005       |
| Noruega                      | Viernes 29 de julio de 2005      |
| Nueva Zelanda                | Jueves 7 de julio de 2005        |
| Omán                         | Miércoles 20 de julio de 2005    |
| Países Bajos                 | Jueves 14 de julio de 2005       |
| Perú                         | Jueves 14 de julio de 2005       |
| Polonia                      | Viernes 19 de agosto de 2005     |
| Portugal                     | Jueves 28 de julio de 2005       |
| Puerto Rico                  | Jueves 7 de julio de 2005        |
| Catar                        | Miércoles 20 de julio de 2005    |
| Reino Unido Irlanda          | Viernes 22 de julio de 2005      |
| República Checa · Eslovaquia | Jueves 4 de agosto de 2005       |
| República Dominicana         | Jueves 7 de julio de 2005        |
| Rumania                      | Viernes 9 de septiembre de 2005  |
| Rusia                        | Jueves 14 de julio de 2005       |
| Serbia y Montenegro          | Jueves 1 de septiembre de 2005   |
| Singapur                     | Jueves 7 de julio de 2005        |
| Sudáfrica                    | Viernes 15 de julio de 2005      |
| Suecia                       | Miércoles 13 de julio de 2005    |
| Suiza                        | Miércoles 20 de julio de 2005    |
| Tailandia                    | Jueves 7 de julio de 2005        |
| Taiwán                       | Sábado 9 de julio de 2005        |
| Turquía                      | Viernes 12 de agosto de 2005     |
| Ucrania                      | Jueves 14 de julio de 2005       |
| Uruguay                      | Viernes 8 de julio de 2005       |
| Venezuela                    | Viernes 15 de julio de 2005      |

### Taquilla
En la asistencia la película fue un éxito comercial, y alcanzó la primera posición en ingresos brutos, ganando $ 56 061 504 durante su primer fin de semana. A finales de 2005, la película había acumulado un ingreso bruto de alrededor de $ 330 579 700 de los cines alrededor del mundo, alrededor de $154 696 080 en su estreno en Estados Unidos.

## Recepción y crítica
En la página web Rotten Tomatoes se le da un índice de 28%; con una calificación de 4.5/10, sobre la base de una suma de 214 reseñas diciendo que "Marchado por los intentos torpes en el ingenio... Cuatro fantásticos es un intento mediocre para traer el equipo más viejo del héroe de Marvel a la pantalla grande". En IMDb se le da una puntuación de 5.7/10 y en Metacritic obtiene una calificación de 40/100 basada en 35 críticos,indicando "revisiones mixtas o promedio".
Audiencias encuestadas por CinemaScore dieron a la película una calificación promedio de "B" en una escala de A + a F.
En los Saturn Awards fue nominada a mejor película de Ciencia Ficción, pero perdió ante Star Wars: Episode III - Revenge of the Sith. La película recibió dos nominaciones en los 2006 MTV Movie Awards incluyendo mejor héroe a Jessica Alba (quien pierde ante Christian Bale de Batman Begins) y el mejor equipo en pantalla para Alba, Michael Chiklis, Chris Evans e Ioan Gruffudd (perdiendo ante Vince Vaughn y Owen Wilson de Wedding Crashers). Alba fue nominada al Razzie Award por peor actriz por sus actuación en esta película y en Into the Blue, pero perdió ante Jenny McCarthy de Dirty Love.

## Estreno casero
La versión principal de la película fue estrenada en VHS y DVD el 6 de diciembre de 2005. Esta versión tiene varios cambios con respecto a la versión teatral. Algunos de esos cambios incluyen las siguientes escenas:
- Una secuencia de Reed y Susan en una bodega del edificio Baxter. En uno de esos depósitos hay un robot que al parecer es H.E.R.B.I.E. de la serie animada de 1978.
- El cambio más destacado es la escena de los personajes de Jessica Alba e Ioan Gruffudd mirando desde la Estatua de la Libertad. Varias frases son las mismas que la versión en DVD y teatral, pero esta escena reemplaza la que aparece en el DVD en la que la pareja está en el planetario, donde ellos discuten sobre sus sentimientos cada uno sin un tono argumentativo. El DVD incluye la escena de la versión teatral como material adicional, pero en lugar de Reed formando una mandíbula cuadrada, así como en la versión teatral, hace su piel similar a la de Wolverine de los X-Men. En la escena Gruffudd rompe la cuarta pared y mira directamente a la cámara cuando hace esto. La versión extendida incluye esta escena junto a una versión extendida de la escena del planetario.[36]
- No suena ningún bip cuando Doctor Doom dispara el misil a la Antorcha Humana.
- La versión teatral muestra cuando Doom dice "y pensar que iba a pasar el resto de mi vida contigo" cuando ataca a Sue Storm, pero en la versión de DVD, lo representa riendo en su lugar.
- Tres escenas ligeramente modificadas sobre el ataque al Dr. Doom - una en la que Reed usa su cuerpo como un embudo para dirigir una corriente de agua en Doom, una en la que no lo hace, y una en la que el doctor Doom dice: "Es lo mejor que puedes hacer, un poco de calor?" la cual es recortada a "Es lo mejor que puedes hacer?".

La novelización de la película contiene varias escenas que tampoco fueron incluidas en la versión final, incluyendo algunas pocas escenas en las que había un desarrollo del personaje de Alicia Masters.
La película fue estrenada en VHS el mismo día, posteriormente estrenada en Blu-ray el 14 de noviembre de 2006.

### Versión extendida
Varios meses después Fox, editó una versión extendida con unos 20 minutos adicionales de escenas añadidas al metraje de la película, llegando a una duración de 125 minutos contra los 104 minutos de la versión cinematográfica incluyendo un adelanto de la secuela. La versión extendida del DVD muestra escenas como la relación de Ben Grimm/La Mole con Alicia Masters, las manipulaciones de Doctor Doom para separar al grupo, y los flirteos de Johnny Storm/La Antorcha Humana.

## Banda sonora
Fantastic 4: The Album es la banda sonora oficial de la película. La banda sonora presenta dos bandas supergrupos la cual fue formada especialmente para el álbum: Loser (formada por el ex-guitarrista/escritor de Marilyn Manson John 5) y T.F.F. (presentando a Brody Dalle de The Distillers, Chris Cester of Jet, Nick Zinner de The Yeah Yeah Yeahs, y Dolf de Datsun de los Datsuns).
| N.º | Título                               | Artist                            | Duración |  |
| 1.  | «Come On, Come In»                   | Velvet Revolver                   | 3:50     |  |
| 2.  | «Error: Operator» (demo version)     | Taking Back Sunday                | 3:09     |  |
| 3.  | «Relax»                              | Chingy                            | 3:31     |  |
| 4.  | «What Ever Happened to the Heroes»   | Joss Stone                        | 3:56     |  |
| 5.  | «Waiting (Save Your Life)»           | Omnisoul                          | 4:02     |  |
| 6.  | «Always Come Back to You»            | Ryan Cabrera                      | 3:33     |  |
| 7.  | «Everything Burns»                   | Ben Moody feat. Anastacia         | 3:41     |  |
| 8.  | «New World Symphony»                 | Miri Ben-Ari feat. Pharoahe Monch | 4:01     |  |
| 9.  | «Die for You» (Fantastic Four mix)   | Megan McCauley                    | 3:49     |  |
| 10. | «Noots»                              | Sum 41                            | 3:49     |  |
| 11. | «Surrender» (Cheap Trick cover)      | Simple Plan                       | 2:58     |  |
| 12. | «I'll Take You Down»                 | T.F.F.                            | 2:50     |  |
| 13. | «On Fire»                            | Lloyd Banks                       | 3:07     |  |
| 14. | «Reverie»                            | Megan McCauley                    | 3:55     |  |
| 15. | «Goodbye to You»                     | Breaking Point                    | 3:51     |  |
| 16. | «Shed My Skin»                       | Alter Bridge                      | 5:08     |  |
| 17. | «In Due Time»                        | Submersed                         | 4:04     |  |
| 18. | «Disposable Sunshine»                | Loser                             | 3:27     |  |
| 19. | «Now You Know»                       | Miss Eighty 6 feat. Classic       | 3:03     |  |
| 20. | «Kirikirimai» (Fantastic Four remix) | Orange Range                      | 3:14     |  |

Un álbum con banda sonora de John Ottman fue estrenado por Varèse Sarabande el 12 de julio de 2005.

## Secuela y reboot
Una secuela, Los 4 Fantásticos y Silver Surfer, fue estrenada el 15 de junio de 2007. Tim Story regresa a su labor de director, y el reparto repitió de nuevo sus personajes. En la película, los Cuatro Fantásticos encuentran a Silver Surfer. La secuela tuvo críticas mixtas pero fue mejor recibida que su antecesora. Cuando se planeaba una secuela para Rise of the Silver Surfer, fue cancelada, y 20th Century Fox reinició la franquicia con la criticada 4 Fantásticos estrenada en 2015.